# Seumas O'Kelly
Seumas O'Kelly (Loughrea, 1875 circa – 14 novembre 1918) è stato uno scrittore, drammaturgo e giornalista irlandese.

## Biografia
Nato nel Galway, tra il 1875 e il 1878, dopo l'infanzia solitaria spesa in lunghe camminate per la campagna, e dopo essere andato alla scuola locale (St. Brendan's College), O'Kelly si spostò a Skibbereen per lavorare come giornalista nel quotidiano The Southern Star, quindi a Naas per il The Leinster Leader, dove rimase in redazione fino a quando andò a lavorare per l'amico Arthur Griffith al Nationality, organo del Sinn Féin.
Suo fratello venne arrestato durante la Rivolta di Pasqua e Seumas tornò al Leinster Leader (dove esiste una targa che lo definisce "rivoluzionario gentile"), prima di morire prematuramente, nel 1918 negli uffici del Nationality a Harcourt Street, per un'emorragia cerebrale o per arresto cardiaco, legato comunque agli eventi e alle violenze compiute all'interno del giornale da truppe inglesi ubriache che festeggiavano la fine della prima guerra mondiale. Fu sepolto come un eroe nel cimitero di Glasnevin.
Nella sua breve vita pubblicò anche sul Saturday Evening Post e sul The Sunday Freeman di Dublino. Scrisse diverse commedie, racconti e romanzi. Il suo racconto The Weaver's Grave è considerato, insieme a I morti di James Joyce, quasi il racconto nazionale irlandese, ed è presente praticamente in tutte le antologie di letteratura nazionale irlandese, oltre a essere stato messo in scena in teatro e alla radio più volte.

## Opere
- By the Stream of Kilmeen, 1906 (racconti)
- The Matchmakers, 1907 (teatro)
- The Flame on the Hearth, 1908 (teatro)
- The Shuiler's Child, 1909 (teatro)
- The Home-Coming, 1910 (teatro)
- The Bribe, 1913 (teatro)
- Lustre, 1913 (teatro)
- Driftwood, 1915 (teatro)
- The Lady of Deerpark, 1917 (romanzo)
- Waysiders: Stories of Connacht, 1917, trad. Anna Anzani, Lungo le strade : storie del Connacht, Milano: Tranchida (Narratori), 2009 ISBN 9788880033325 (testo in inglese) (10 racconti)
- The Parnellite, 1917 (teatro)
- Ranns and Ballads, 1918 (poesie)
- Meadowsweet, 1919 (teatro)
- The Golden Barque and the Weaver's Grave, 1919, trad. Daniele Benati, La tomba del tessitore, Macerata: Quodlibet (Compagnia Extra), 2011 (testo in inglese) racconti
- The Leprechaun of Kilmeen, 1920 (racconti)
- Hillsiders, 1921 (6 racconti)
- Wet Clay, 1922 (romanzo)
- Edain: A Romance of the Days of the Druids, 1922 (romanzo)
- The Land of Loneliness and Other Stories, a cura di Eamon Grennan, 1969 (antologia di racconti)
- The Weaver's Grave, a cura di Benedict Kiely, 1984; trad. Alessandro Roffeni, Racconti irlandesi, Milano: Tranchida (Le piramidi), 1997 ISBN 8880031422; (Biblioteca 32), 2002 ISBN 8880032615 (contiene anche Nan Hogan's house)
- Seumas O'Kelly, Teatro. I ruffiani, Il figlio della vagabonda, La mazzetta, Hibernica, 2022, ISBN 9791221414066.
- Seumas O'Kelly, Teatro. Il ritorno a casa, Il parnellista, La regina dei prati, Hibernica, 2023, ISBN 9791222083872.
- Seumas O'Kelly, Teatro. Il forestiero, Le ceramiche, La diga, Hibernica, 2024, ISBN 9791223045428.